# Geschichtsbewusstsein
Geschichtsbewusstsein kann verstanden werden als
1. Bewusstsein von der Geschichtlichkeit jeder menschlichen Existenz, menschlicher Kulturen und Institutionen und menschlicher Erkenntnis. Das Bewusstsein von Geschichtlichkeit ermöglicht die Erkenntnis (vgl. Erkenntnistheorie), dass alles menschliche Erkennen vorläufig ist und im Laufe der Geschichte von einem anderen Verständnis von Realität abgelöst wird.
2. Geschichtsbewusstsein als Bewusstsein der Zeitlichkeit allen menschlichen Lebens.

Nachdem der Begriff bzw. das „historische Bewusstsein“ in der Philosophie und Anthropologie seit dem 19. Jahrhundert diskutiert worden war, wurde Geschichtsbewusstsein seit den 1970er Jahren ein Zentralbegriff der bundesdeutschen Geschichtsdidaktik. Die moderne Geschichtsdidaktik ist in Hinsicht auf die Schulbildung darauf ausgerichtet, die Genese des Geschichtsbewusstseins zu untersuchen und pragmatisch ein möglichst umfassendes, differenziertes und multiperspektivisches Geschichtsbewusstsein im Geschichtsunterricht und an außerschulischen Lernorten zu fördern. Auch für die Bereiche Gedenkstätten- und Museumspädagogik sowie Geschichts- und Kulturpolitik ist der Begriff zentral. Geschichtsbewusstsein lässt sich als Eigenschaft eines Individuums absetzen von der geschichtlichen Erinnerung in einer Gruppe oder ganzen Gesellschaft, die zeitlich enger als Erinnerungskultur, weiter als Geschichtskultur verstanden wird. Das Geschichtsbewusstsein des Einzelnen ist entscheidend durch sein Umfeld geprägt, das seinerseits von Erfahrungen und Interessen durch Wertungen sowie Wahrnehmungseinschränkungen bestimmt ist.
Während der Begriff Geschichtsbewusstsein v. a. den individuellen Prozess der Vergangenheitszuwendung und -verarbeitung, der „Sinnbildung über Zeiterfahrung“ (Jörn Rüsen), diskutierbar macht, wird mit dem Begriff Geschichtsbild das mehr oder minder ausgereifte Produkt dieses Prozesses erfasst.
Der Gegenbegriff der Ahistorizität bezeichnet ein fehlendes Bewusstsein für die Vergangenheit.

## Historisches Bewusstsein im 19. Jahrhundert
In der deutschen Geschichtsphilosophie findet sich die Vorstellung bei Hegel, es gebe „geschichtslose“ Völker ohne „historisches Bewusstsein“, denen daher auch keine welthistorische Bedeutung zukomme. Diese sprach er daher z. B. den damals staatlosen slawischen Völkern ab. Ihm folgten teilweise Marx und Engels. Die Völkerkunde sprach im 19. Jh. z. B. von afrikanischen „Kulturen ohne Schrift und Geschichte“. Historisches Bewusstsein wurde hier zum Merkmal einer höheren Kulturfähigkeit. Theologen sprachen oft dem Volk Israel oder speziellen religiösen Gruppen ein besonderes Geschichtsbewusstsein wegen ihrer Auserwähltheit durch Gott zu.

## Das „historische Bewusstsein“ nach Hans-Georg Gadamer
Ausgehend von der Theorie des hermeneutischen Zirkels und Martin Heideggers Analyse des menschlichen, von Zeitlichkeit geprägten Daseins („Sein und Zeit“ 1927) hat in den 1950er Jahren der Philosoph Gadamer, vor allem in „Wahrheit und Methode“ (1960), das „historische Bewusstsein“ als einen kreisenden oder spiralartigen Verstehensprozess beschrieben, der immer wieder durch Vorurteile und deren Auflösung bestimmt ist. Dabei werden „Vorurteile“ nicht als Fehler oder Hemmnisse, sondern als notwendige und gleichsam natürliche Verstehensbedingung aufgefasst. In diesem Sinn bildet das historische Bewusstsein keine neuartige mentale Operation, sondern eine von jeher praktizierte menschliche Verhaltensweise, die den Menschen und seine eigene Zeitlichkeit in ein bestimmtes Verhältnis zur Vergangenheit setzt, deren Tradition bereits ein Teil von ihm, beziehungsweise er ein Teil von ihr ist.
Weiterhin heißt also historisches Bewusstsein, sich selbst als einen Teil unter vielen anderen Teilen der Überlieferung zu begreifen, die erst in ihrer Gesamtheit die Vergangenheit verständlich machen. Dabei ist jedoch vor allem diese kritische Selbst-Bewusstheit des historischen Verstehens ausschlaggebend; es geht nicht um die unreflektierte Rezeption von Vergangenheit durch Überlieferung. Geschichte als Wirkungsgeschichte ist stets in das aktuelle Denken und Verstehen hineingewoben.
Die unbestreitbare zeitliche Differenz zwischen Interpret und Urheber dient im historischen Bewusstsein paradox als Katalysator. Diese Differenz kann als kognitiver Bruch zur Umwandlung von Vorurteilen in reflektierte Urteile beitragen. Die eigene Geschichtlichkeit des Menschen produziert seinen historischen Horizont, der sich vom Horizont der Vergangenheit abhebt, durch die Bewegung des historischen Bewusstseins jedoch aufgehoben und zu einem gemeinsamen Horizont zusammengeführt wird, indem das historische Bewusstsein sich seiner eigenen Andersartigkeit bewusst wird, diese jedoch in seiner Traditionalität aufgeht.

## Geschichtsbewusstsein und Geschichtsbewusstseinsforschung in der DDR
Seitens der Historiker in der DDR wurde (sozialistisches) Geschichtsbewusstsein definiert als „Teil des gesellschaftlichen und individuellen Bewußtseins, in dem die Erfahrungen und Kenntnisse über die historische Entwicklung der Gesellschaft und die sich daraus ergebenden Lehren für die Gegenwart ihren Ausdruck finden“. Seinen Kern bilde ein auf der ideologischen Grundlage des Marxismus-Leninismus von der Geschichtswissenschaft erarbeitetes und „mit fortschreitender Entwicklung und Erkenntnis ständig vervollkommnete[s]“ Geschichtsbild, welches „nicht nur exaktes Wissen über die Vielfalt der konkret-historischen Ereignisse und Prozesse, sondern vor allem das Verständnis für den gesetzmäßigen Gesamtverlauf der Geschichte in Vergangenheit, Gegenwart und Zukunft [vermittelt]“.
Da dem Geschichtsbewusstsein ein wesentlicher Anteil bei der Herausbildung sozialistischer Grundüberzeugungen und mithin der Legitimation der bestehenden Machtverhältnisse beigemessen wurde, erhob man in der DDR schon früh empirische Daten zur Entwicklung des Geschichtsverständnisses in der Bevölkerung. Von 1953 an finden sich erste Arbeiten von Geschichtsmethodikern, seit 1967 unternahm das Institut für Gesellschaftswissenschaften beim ZK der SED systematische Studien, seit 1987 trat noch das Zentralinstitut für Jugendforschung hinzu. Die enge ideologische Verankerung der einzelnen Institutionen weckt freilich Zweifel an der Objektivität dieser Forschungsergebnisse. Doch war der Versuch, die historischen Vorstellungen der DDR-Bürger zu erfassen, um diese im Sinne der Geschichtspolitik der SED stärker beeinflussen zu können, wissenschaftlich durchaus innovativ. Die sich entwickelnde Forschungsrichtung veranlasste daher auch viele Historiker der Bundesrepublik, sich mit den – zum Teil freilich nur schwer zugänglichen – Ergebnissen auseinanderzusetzen.
Auf semantischer Ebene ordnete die gesellschaftswissenschaftliche Forschung in der DDR das Geschichtsbewusstsein in eine Reihe spezifischer Bewusstseinsfaktoren ein:
- sozialistisches Staatsbewusstsein
- Nationsbewusstsein
- Gesellschafts-/Klassenbewusstsein
- Heimatbewusstsein
- Geschichtsbewusstsein

Die Differenzierung zwischen den einzelnen Bewusstseinsfaktoren sollte die Messbarkeit verbessern und so bessere Ansatzpunkte zur besseren Beeinflussung liefern.

## Geschichtsbewusstsein nach Karl-Ernst Jeismann (zuletzt 1988)
Der Geschichtsdidaktiker Karl-Ernst Jeismann hat sich mehrfach zum Begriff des Geschichtsbewusstseins als Zentralkategorie geäußert, hier liegt die ausgereifte Fassung von 1988 zugrunde. Prinzipiell geht Jeismann zunächst davon aus, das Geschichtsbewusstsein drücke das Verhältnis des Menschen zur Geschichte im Allgemeinen aus. Dieses wird die Geschichtsdidaktik jedoch immer unter der Perspektive der „spezifische[n] Konkretheit bestimmter Geschichtsvorstellungen“ untersuchen müssen. Demnach sei stets darauf zu achten, welche normativen Ansprüche an das Geschichtsbewusstsein gestellt würden und auf welche Lernzwecke es abzielen solle. Vornehmlich trage das Geschichtsbewusstsein dazu bei, das Wissen von der Vergangenheit so zu interpretieren, dass es trotz divergierender Strukturelemente einen Beitrag zur Gegenwartsorientierung leisten kann. Darüber hinaus könne es aber ebenso bestimmte auf die Zukunft ausgerichtete Erwartungen hervorrufen.
Das Geschichtsbewusstsein bildet nach Jeismann eine selbstreflexive Instanz, die zur Reflexion der eigenen historischen Bedingtheit beitragen sollte: Nur dann sei das handelnde Subjekt in der Lage, sich gegen manipulative Einflüsse auf sein Geschichtsbewusstsein zu wehren. Ebenso sei es grundlegend, dass im Geschichtsbewusstsein auch der konstruktive beziehungsweise rekonstruktive Charakter von Vergangenem in der Gegenwart erfasst und das so rekonstruierte Vergangene nicht als faktisches Ebenbild der Vergangenheit begriffen werde. Ferner wandle sich das Geschichtsbewusstsein stetig und sei verschiedenen anderen Faktoren unterworfen, so etwa der Befindlichkeit des Subjekts oder spezifisch sozialen oder kulturellen Einflüssen. In diesem Sinne ist das Geschichtsbewusstsein ein zyklischer Prozess der Bildung, Infragestellung und Umbildung von Vorstellungen. Weiterhin impliziert es Formen subjektiver Wahrnehmung, Wertung und Urteilsbildung: Die Rekonstruktion der Vergangenheit vollziehe sich zunächst in der Analyse von Vergangenem, ehe dieses deutend in den historischen Kontext gerückt (Sachurteil) und schließlich im Hinblick auf Gegenwärtiges gewertet (Werturteil) werde. Als oberste Kategorie vereine es das Geschichtsverlangen, das spezifische Geschichtsbild und das historische Verstehen. „Geschichtsbewußtsein erinnert deutend die vergangene Zeit als Horizont der Gegenwart im kommunikativen Kontakt kultureller und sozialer Spannungsgefüge und wird auf der Stufe der Reflexivität zur ‚Geschichtsbewußtheit’ dessen, der über das Zustandekommen und die Bedeutung von Geschichtsbewußtsein nachdenkt.“

## Geschichtsbewusstsein nach Jörn Rüsen (ab 1983)
Jörn Rüsen beschreibt in seiner Historik das Geschichtsbewusstsein als „Basis allen historischen Lehrens und Lernens“. Weiterhin geht er davon aus, dass ohne einen spezifisch historischen Lernprozess sich kein Geschichtsbewusstsein herausbilden könne. Vielmehr sei das Geschichtsbewusstsein ein mentaler Vorgang, bei welchem die unterschiedlichen Operationen des Bewusstseins grundsätzlich geschichtsbezogen seien.
In engem Zusammenhang mit dem Begriff des Geschichtsbewusstseins sieht Rüsen das historische Erzählen und vor allem das historische Lernen. Nach ihm erzeugt das historische Erzählen als kommunikativer und ebenso narrativer Sinnbildungsakt das Geschichtsbewusstsein „als eine elementare und allgemeine […] Orientierungsleistung“ im Horizont von Zeiterfahrungen. Dies bedeutet, dass das handelnde Subjekt sich aus den bereits in der Vergangenheit erworbenen Erfahrungen Handlungsperspektiven für die Gegenwart generiert und ebensolche Perspektiven für die Zukunft eröffnet. Grundlegend für diese Form des Sinnbildungsprozesses sind Vorstellungen von Zeitverläufen und diese betreffende Kontinuitäten. So gesehen trägt also das historische Erzählen maßgeblich zum Erwerb einer historischen Identität bei, die sich in verschiedenen Sozialisations- und Individuationsetappen herausbildet und für die Subjekte zu einer Art lebensweltlicher und zeitlich-perspektivischer Orientierung in der Gegenwart wird.
Während Rüsen das Geschichtsbewusstsein als Sinnbildungsleistung und in diesem Sinne als geschichtsspezifischen Lernprozess beschreibt, sieht er im historischen Lernen jene Instanz, die zur Ausdifferenzierung und selbstreflexiven Erweiterung des Geschichtsbewusstseins beitragen kann, jedoch zugleich selbst erst erlernt werden muss, ehe sie jene Funktionen übernehmen kann. Dahingehend trage das historische Lernen zur Entwicklung des Subjekts bei und sei zugleich selbst ein Resultat des sich entwickelnden Subjekts. Somit könne das Geschichtsbewusstsein zu seiner eigenen Entfaltung beitragen und desgleichen die Lernfähigkeit des Subjekts ausbauen und stärken.

## Geschichtsbewusstsein nach Hans-Jürgen Pandel (1987)
Im Bemühen, die Kategorie Geschichtsbewusstsein für konkrete empirische Forschung und unterrichtliche Planung besser zu erschließen, hat Hans-Jürgen Pandel sieben „Dimensionen“ vorgeschlagen, die vielfach aufgegriffen worden sind:
1. Zeitbewusstsein (Unterscheidung zwischen Vergangenheit, Gegenwart und Zukunft und das Gefühl historischer „Dichte“ (wahrgenommene Ereignissättigung) einer Zeit (z. B. 1933–45));
2. Wirklichkeitsbewusstsein (Einschätzung, ob real oder fiktiv);
3. Historizitätsbewusstsein (Bewusstsein von Geschichtlichkeit, statisch oder veränderlich);
4. Identitätsbewusstsein (Bewusstsein von Zugehörigkeit zu einer Gruppe und Fähigkeit, dies auch für andere zu berücksichtigen);
5. politisches Bewusstsein (Einsicht in Herrschaftsstrukturen und Interessenlagen);
6. ökonomisch-soziales Bewusstsein (Erkenntnis sozialer und ökonomischer Ungleichheit);
7. moralisches Bewusstsein (Fähigkeit zur Rekonstruktion damaliger Werte und Normen, ohne in vollständigen Relativismus zu verfallen und das eigene Urteil ganz abzulegen).

Manche fügen ein Perspektivitätsbewusstsein hinzu, ein Bewusstsein davon, dass Geschichte immer aus einer besonderen Perspektive wahrgenommen wird (z. B. von Herrschenden und Beherrschten, von Reich und Arm, von Einheimisch und Fremd, Innen und Außen), und die Fähigkeit, sich in diese Perspektive einzudenken. Dabei spielen heute die Geschlechts- und die Minderheitenperspektive eine besondere Rolle. So hat bereits Klaus Bergmann als achte Dimension das Geschlechtsbewusstsein angefügt. Es ist das Bewusstsein dafür, wie das Verhältnis zwischen den Geschlechtern geregelt war.
Kritiker halten dieses Modell mit wenigen Dimensionen für weitaus zu unterkomplex.

## Geschichtsbewusstsein nach Bodo von Borries (1988)
Bodo von Borries hat empirische Studien zur Geschichtsbewusstseinsforschung bei unterschiedlichen Zielgruppen durchgeführt. Vielfach bezog er sein Verständnis von Geschichtsbewusstsein auf die Ansätze von Jeismann und Rüsen, ergänzte diese aber auch an einigen Stellen durch die Ergebnisse seiner Erhebungen. So lässt sich nach ihm u. a. festhalten:
- Geschichtsvorstellungen, Geschichtskenntnisse sowie der Umfang des Geschichtswissens sind individuell sehr unterschiedlich.
- Warum und wie sich Individuen mit Geschichte beschäftigen, hängt von ihren persönlichen, geschichtsbezogenen Bedürfnissen ab (Bestätigung, Triebabfuhr, Kunstgenuss und Aufklärung werden als idealtypische Grundformen aufgeführt).
- Weiter spiegeln sich deutlich biographische Elemente, Persönlichkeitsmerkmale, eigene Identitätsvorstellungen, politische Einstellungen und Zukunftserwartungen in der Art und Weise der Beschäftigung mit Geschichte und ergo im Geschichtsbewusstsein wider.[22]

Ferner unterscheidet von Borries vier Stufen des Geschichtsbewusstseins:
1. Auf der unteren Stufe des Geschichtsbewusstseins verfügen die Individuen über keine historischen Kenntnisse. Vielfach werden sie durch Geschichte bestimmt, da sie die Gültigkeit der Vergangenheit nicht in Frage stellen. Somit sind sie ihren geschichtsbezogenen Emotionen lediglich ausgeliefert.
2. Auf der nächsten Stufe sind die Individuen zumindest mit historischen Legenden vertraut, die sie als durchaus ästhetisch wahrnehmen. Zugleich setzen sie sich jedoch noch nicht auf eine kritische Art und Weise mit Geschichte auseinander, sodass sie zwar eine gewisse Geschichtserfülltheit registrieren, diese aber nicht verändern können. Ferner unterliegen sie häufig unbewusst ablaufenden Vergangenheitsprojektionen.
3. Individuen auf der dritten Stufe des Geschichtsbewusstseins verfügen bereits über historisches Wissen, über welches sie auch ein moralisches Urteil fällen können. Sie setzen sich wesentlich bewusster mit ihrer Überlieferung der Geschichte auseinander und ebenso mit der Anerkennung der Vergangenheit.
4. Auf der obersten Stufe haben Individuen eine historische Einsicht. Sie können Geschichte kritisch reflektieren und verantwortungsbewusste Konsequenzen aus ihr ziehen. Auf dieser Stufe darf von einer aufarbeitenden Vergangenheitsbewältigung gesprochen werden.[23]

## Geschichtsbewusstsein nach Bernd Schönemann (2000)
Bernd Schönemann verweist im Anschluss an den fachdidaktischen Diskurs über die Kategorie des Geschichtsbewusstseins auf die ihm eigene Dynamik. Dies bedeute für dessen Erforschung, dass tatsächlich immer nur eine aktuelle Momentaufnahme festzuhalten ist, während seine ständigen Veränderungen, Ergänzungen und Umstrukturierungen oder sogar Umorientierungen der wissenschaftlichen Bestandsaufnahme verborgen bleiben.
Ferner stellt er der Kategorie Geschichtsbewusstsein die Kategorie Geschichtskultur gegenüber mit dem Hinweis, dass in der Unterscheidung zwischen einer individuellen und kollektiven Konstruktion der Vergangenheit das Geschichtsbewusstsein als Zentralkategorie gelten kann. Dabei ist es also jene Instanz, welche durch Internalisierungs- und Sozialisationsprozesse generiert wird, wogegen die Geschichtskultur durch einen gegenläufigen Prozess der Externalisierung entsteht. Der Geschichtskultur kann eine zeitlich weiterreichende Dauerhaftigkeit beigemessen werden.

## Geschichtsbewusstsein nach von Borries/Meyer-Hamme (2008)
Bodo von Borries und Johannes Meyer-Hamme haben im Kontext der Debatte um Kompetenzen historischen Denkens weiter differenziert und zugleich die Kompetenzmodelle und die Konzepte zum Geschichtsbewusstsein verknüpft. Sie unterscheiden drei Dimensionen des Geschichtsbewusstseins in der Gesellschaft, die alle bereits in den Modellen von Jeismann, Rüsen und Schönemann enthalten sind, aber nicht differenziert werden:
1. Geschichtskultur als gesellschaftliche Praxis: Jede Form historischen Denkens ist eingebettet in Geschichts- und Erinnerungskulturen. Historische Erzählungen sind also im Kontext der Geschichts- und Erinnerungskulturen zu interpretieren.
2. Historische Identität als Ziel: Jede Form historischen Denkens und Erzählens beinhaltet historische Sinnbildungsangebote für die Gegenwart und Zukunft (Rüsen), zugleich werden damit Identitätsangebote gemacht. Dies gilt unabhängig davon, ob diese explizit benannt oder nur implizit angedeutet werden, weil jedes historische Denken in der Gegenwart entspringt und eine Antwort auf eine gegenwärtige Frage ist.
3. Kompetenzen historischen Denkens als Kapazität: Die kognitiven Anteile historischen Denkens lasse sich kompetenztheoretisch differenzieren, so dass zwischen den historischen Fragen, die gestellt werden, den Re-Konstruktionen eigener und den De-Konstruktionen fremder Erzählungen, den Orientierungen für die Gegenwart und Zukunft sowie den dabei verwendeten Kategorien und Konzepten differenziert werden kann. Zudem bieten manche Modelle auch Vorschläge zur Unterscheidung von Niveaus.[27]

Eine solche Unterscheidung ist hilfreich, um historische Erzählungen differenziert analysieren zu können. Denn jede entsteht im Kontext von Geschichts- und Erinnerungskulturen, sie ist zugleich durch die Identitäten des Erzählers geprägt (z. B. in den Relevanzsetzungen) und Ausdruck der Fähigkeiten und Bereitschaften historischen Denkens.

## Andere Ansätze
Geschichtsbewusstsein wird vom Kulturpsychologen Carlos Kölbl definiert als „symbolisch vermittelte Fähigkeit und Praxis (…), erinnerte Vergangenheiten mit Gegenwartsdeutungen und Zukunftserwartungen zu komplexen temporalen Strukturen zu synthetisieren sowie das eigene Erleben und Handeln in solche Bedeutungsgewebe einzubinden.“ Es ist eine spezifische Form menschlicher Zeitkonstruktion, die laut Kölbl spezifisch anders ist als etwa Chroniken, autobiographische Selbstthematisierungen oder die metrisierte Uhrzeit.
Der Historiker Theodor Schieder definierte bereits ähnlich: „Geschichtsbewusstsein im engeren Sinne meint die ständige Gegenwärtigkeit des Wissens, dass der Mensch und alle von ihm geschaffenen Einrichtungen und Formen seines Zusammenlebens in der Zeit existieren, also eine Herkunft und Zukunft haben, dass sie nichts darstellen, was stabil, unveränderlich und ohne Voraussetzung ist.“
Im Zuge der Globalisierungsdebatte plädiert Andreas Heuer für die Hinwendung zu einem globalen Geschichtsbewusstsein. Er kritisiert an dem bisher üblichen Verständnis von Geschichtsbewusstsein, dass „die Kategorie des Nationalstaates nicht mehr“ ausreiche, „um organisiertes historisches Lernen an Inhalten zu orientieren, die zukunftsbezogen sein sollen. Aufgeklärtes Geschichtsbewusstsein bedarf einer neuen Aufklärung.“ Globales Geschichtsbewusstsein sei die Überwindung eines einseitig am Westen orientierten Geschichtsdenkens, das die Veränderungen der letzten Jahrzehnte zu einer multipolaren Welt reflektiere. „Ein erster Schritt für ein globales Geschichtsbewusstsein wäre die Erkenntnis, dass sich die Gegenwart der multipolaren Welt nicht mehr aus dem westlichen Kontext erklären lässt.“ In diesem Sinn müsse die aus dem westlichen Kontext entstandene Idee der Weltgeschichte aufgegeben werden. „Jenseits der Welt-Geschichte wäre der Weg, die Grenzen historischen Denkens, die Grenzen des modernen Geschichtsdenkens in Europa zu erkennen. Die Welt in seiner Vielfalt ist Ort der vielen Geschichten, die wir hören und verstehen können. Die Welt-Geschichte löst sich auf in Weltgeschichten.“ Globales Geschichtsbewusstsein ist in diesem Sinn die Öffnung des Begriffs Geschichtsbewusstsein für die politischen, ökonomischen und sozialen Veränderungen der letzten Jahrzehnte, um den versteckten Eurozentrismus dieses Begriffs zu überwinden.

### Raum-Zeit-Horizont
Ins historische Bewusstsein kann nur geraten, was nicht außerhalb des Raum-Zeit-Horizonts liegt. Der war im Altertum aufgrund des guten Nachrichtenwesens für die Herrscher oft weiter als im europäischen Mittelalter, doch bis zur Neuzeit nie größer als in der Blütezeit des Mongolenreichs. Mit den neuzeitlichen Nachrichtentechniken weitete er sich zunächst für die Herrschenden, darauf für die Bevölkerung immer mehr bis in die Gegenwart, als die Nachricht vom Angriff auf das World Trade Center manchem russischen Arbeiter in Sibirien früher bekannt war als dem Präsidenten der USA.
Mit Ausdehnung des Bewusstseins von Gleichzeitigkeit der Weltgeschichte über die gesamte Erde wird es immer wichtiger, nicht der Fiktion zu verfallen, es hätte früher auch einen zusammenhängenden Geschichtsraum gegeben.